# 預鑄混凝土

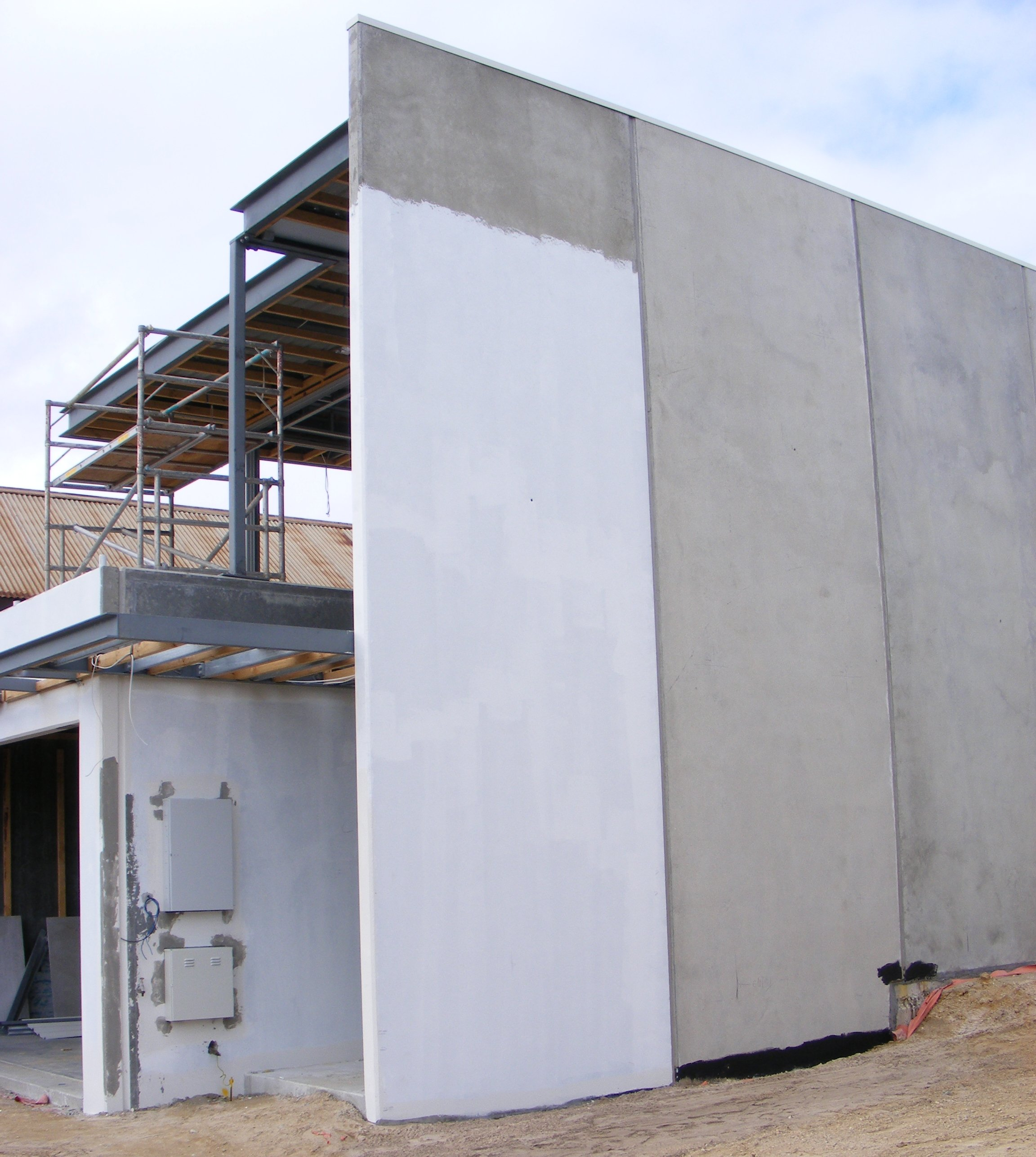
使用預鑄混凝土的房子

預鑄混凝土（precast concrete）是一種建築半成品，其在工厂中生产，將混凝土浇筑到可重複使用的模具中，在受控環境下硬化，並運送到建筑工地安裝。與之相對的是现浇混凝土，即在建筑工地浇筑至模具中並硬化。